# Clase aparte (álbum)
Clase aparte es el séptimo trabajo discográfico del Binomio de Oro, grabado por Codiscos y publicado el 26 de noviembre de 1980, que tuvo éxitos como Dime pajarito, El que espabila pierde, Canción para una amiga, Pa' mi amigo el querendón, Recuerdos, Quise manchar tu alma, Voz de acordeones y Habíamos terminado.

## Descripción
Este trabajo se realizó en homenaje a Octavio Daza, asesinado en Barranquilla en enero de 1980, y quien había compuesto el tema Dime, pajarito junto con su esposa María Cristina Teherán. 
La canción Voz de acordeones, de la autoría de Tomás Darío Gutiérrez, fue dedicada a Octavio Daza tras su fallecimiento.

## Canciones
1. Dime, pajarito (María Cristina de Daza/Octavio Daza) 4:53
2. Pa' mi amigo el querendón (Lácides Redondo) 4:03
3. Habíamos terminado (Roberto Calderón) 3:55
4. Qué te pasa, María Tere (Julio César Oñate) 3:24
5. Recuerdos (Hernando Marín) 4:22
6. El que espabila pierde (Lenín Bueno Suárez) 3:58
7. Quise manchar tu alma (Fernando Meneses Romero) 4:13
8. La colegiala (Rubén Darío Salcedo/Julio De la Ossa) 4:23
9. Voz de acordeones (Tomás Darío Gutiérrez) 4:46
10. Canción para una amiga (Rosendo Romero) 4:31.[3]

## Filmografía
La canción Dime, pajarito fue parte de la banda sonora de la serie biográfica sobre Rafael Orozco, Rafael Orozco, el ídolo, e interpretada por el actor protagonista y exvocalista del Binomio de Oro, Alejandro Palacio.